# Ин Стрикт Конфидънс
In Strict Confidence е немска електро-готик/индъстриъл група. Създадена е през 1989 г. под името Seal of Secrecy, докато не се преименува на In Strict Confidence. През годините бандата е издавана от различни звукозаписни компании, най-известните сред които Metropolis Records и WTII Records.

## История
In Strict Confidence стартира като музикален проект съставен от четирима музиканти, но през 1992 се свежда до дуо, състоящо се в този момент от Денис Остерман и Йорг Шелте. След окончателното оформяне на състава и преименунавето на групата се записва двойната демо касета „Hell Inside / Hell Outside“, която води до подписването на музикален договор с лейбъла Zoth Ommog. През 1996 е издаден дебютният албум „Cryogenix“, чието първо издание е разпродадено за една седмица. Скоро след това дуото записва EP-то „Collapse“. В САЩ групата се издава от известния индъстриъл лейбъл Metropolis Records, с който все още имат договор за разпространение в Северна Америка.
През 1998 излиза вторият студиен албум на In Strict Confidence. Малко след издаването му Остерман и Шелте напускат тогавашния си лейбъл и подписват със звукозаписната компания Bloodline. Две години по-късно е издаден третият им албум „Love Kills!“. Преди да издаде третия си дългосвирещ групата тръгва на първото си турне, като към него се включват и техните приятели от немската електро-готик група Das Ich.
Малко преди да започнат работа по албума „Mistrust the Angels“ към Денис Остерман и Йорг Шалте се присъединява и първоначалният член на групата Щефан Веспер, който активно участва във всичките следващи издания на In Strict Confidence. Албумите им издавани след 2000 година демонстрират по-разнообразно съчетаване от стилове и значителното използване на женски вокали, които са осигурявани от Антие Шулц от немската даркуейв група Chandeen. Скоро след „Mistrust the Angels“ тя става постоянен член на групата.
Денис Остерман има собствен страничен проект Controlled Fusion, a Щефан Веспер издава материал под своето име.

## Членове

### Настоящи
- Денис Остерман – вокалист и текстописец
- Йорг Шелте – текстописец и композитор
- Щефан Веспер – текстописец и барабанист (напуснал през 1992 г., завърнал се през 2001 г.)
- Антие Шулц – вокали и текстове
- Нина де Лианин – вокали и текстове

### Бивши
- Томас Щайгер – кийбордист до 1992, продължава да поддържа непрофесионални отношения с групата

## Дискография

### Албуми
- „Cryogenix“ (1996)
- „Face the Fear“ (1997)
- „Angels Anger Overkill“ (1998) (компилация)
- „Love Kills!“ (2000)
- „Mistrust The Angels“ (2002)
- „Holy“ (2004)
- „Exile Paradise“ (2006)
- „La Parade Monstrueuse“ (2010)
- „Utopia“ (2012)

## EP
- „Collapse“, 1997
- „Industrial Love/Prediction“, 1998 (лимитирано издание от 1111 копия)
- „Zauberschloss“, 2001
- „Herzattacke“, 2002
- „Zauberschloss/Kiss Your Shadow“, 2002
- „Engelsstaub“, 2002
- Seven Lives, 2004
- „Holy (The Hecq Destruxxion)“, 2004 (лимитирано издание от 1111 копия)
- „Where Sun & Moon Unite“, 2006
- „The Serpent's Kiss“, 2006
- „Exile Paradise (The Hecq Destruxxion)“, 2007 (лимитирано издание от 1111 копия)
- „My Despair“ (2009)
- „Silver Bullets“ (2010)
- „Morpheus“ (2012)
- „Justice“ (2013)
- „Everything Must Change“ (2016)

### Други
Макси сингли:
- „Kiss Your Shadow“, 2000
- „The Truth Inside of Me“, 2001 (лимитирано издание от 1500 копия)
- „Mistrust the Bonus Edition“, 2002
- „Babylon“, 2003
- „The Sun Always Shines on TV“, 2005 (лимитиран боксет от 2000 копия)

Винили:
- „Dementia“, 1997 (лимитирано издание от 500 копия)
- „Aghast View vs. ISC (Industrial Love)“, 1998 (лимитирано издание от 333 копия)

Демо:
- „Sound Attack“ (единично), 1992
- „Hell Inside / Hell Outside“ (двойно издание), 1994

Компилации:
- „Laugh, Cry and Scream“ (2010)